# Martim Vasques I de Soverosa
Martim Vasques I de Soverosa (c. 1165 - Plasência, 1196) foi um nobre medieval português, rico-homem na corte de Sancho I, exercendo, na sua corte, o destacado cargo de Alferes-mor.

## Biografia
Martim era filho do rico-homem Vasco Fernandes de Soverosa e de Teresa Gonçalves de Sousa, filha de Gonçalo Mendes de Sousa, padroeiro do Mosteiro de Pombeiro, e de Dórdia Viegas. Foi através deste matrimónio que o pai trouxe a honra de Soverosa para a posse da família. Martim era, portanto, bisneto materno de Egas Moniz IV de Ribadouro, o célebre aio de Afonso Henriques. 

#### Primogenitura duvidosa
Martim Vasques permaneceu junto dos pais nas terras galegas de O Bierzo, onde a família recebe recebem algumas doações de Fernando II de Leão. A morte do pai, por volta de 1194, pode ter levado Martim à chefia da família. Assume-se que Martim era o filho primogênito de Vasco Fernandes e Teresa Gonçalves, por ser o primeiro a surgir na corte com cargos palatinos. Se assim foi, deteve apenas momentaneamente a chefia da família, dado que falece na sequência da Batalha de Alarcos (1196). Contudo, nem sempre o primeiro filho a deter cargos na corte é o primogénito, como é o caso da Casa de Baião.

### Na corte
O regresso dos Soverosas à corte portuguesa, depois da saída de Vasco Fernandes de Soverosa, dá-se em 1193, quando Martim foi nomeado Alferes-mor de Portugal. Confirma, com esse cargo, dois diplomas da cúria em maio desse mesmo ano. Pode ter deixado momentaneamente o cargo, pois confirma um documento de agosto de 1193 sem que se faça referência a qualquer cargo palatino. Volta a aparecer como alferes em janeiro de 1194, e assim se manterá na documentação até abril de 1195.

### Confronto de Plasência: morte
O seu destino não varia muito nos Livros de Linhagens: o Livro Velho de Linhagens afirma que "cativaram-no os mouros em Palemça e nunca souberam del parte", ao passo que o Livro de Linhagens do Conde D. Pedro apenas refere que o mataram "os mouros em Prasença".
O facto é que a partir de abril de 1195, Martim desaparece da documentação, o que sugere que faleceu pouco depois. As afirmações dos livros de linhagens parecem sugerir que Martim participou na luta entre as tropas cristãs e as almóadas, que decorreu em Plasência, na sequência da derrota das tropas cristãs na Batalha de Alarcos. Esta pequena campanha estava relacionada com a aliança de Afonso IX de Leão a Miramolim. O rei de Leão pretendia aproveitar o enfraquecimento militar do Reino de Castela, depois da derrota, para o invadir. Ficara estabelecido que o leonês atacaria Tierra de Campos e o muçulmano partiria de Sevilha para invadir a Extremadura. As tropas muçulmanas avançaram sobre Monsánchez em abril, e depois sobre Trujillo e Santa Cruz, antes de chegarem a Plasência. Segundo uma carta de Almançor, o castelo resistiu uma noite, antes de capitularem. Enquanto que a Primeira Crónica Geral de Espanha afirma que o bispo, os cânones e todos os cristãos da cidade foram mortos, uma fonte árabe, o Rawd al-mi'tar, refere que o alcaide e cento e cinquenta indivíduos notáveis foram enviados para trabalhos forçados, participando da construção da mesquita de Rabat.
O facto de ter sido morto por mouros coloca Martim Vasques do lado castelhano, embora, dadas as suas ligações familiares e económicas à Galiza; Pode também ter chefiado uma horda portuguesa enviada por Sancho I de Portugal para se aliar à fação castelhana. Pode ter perdido a vida em batalha, ou ter sido um dos enviados para Rabat.